# Apriona
Apriona är ett släkte av skalbaggar. Apriona ingår i familjen långhorningar.

## Bildgalleri

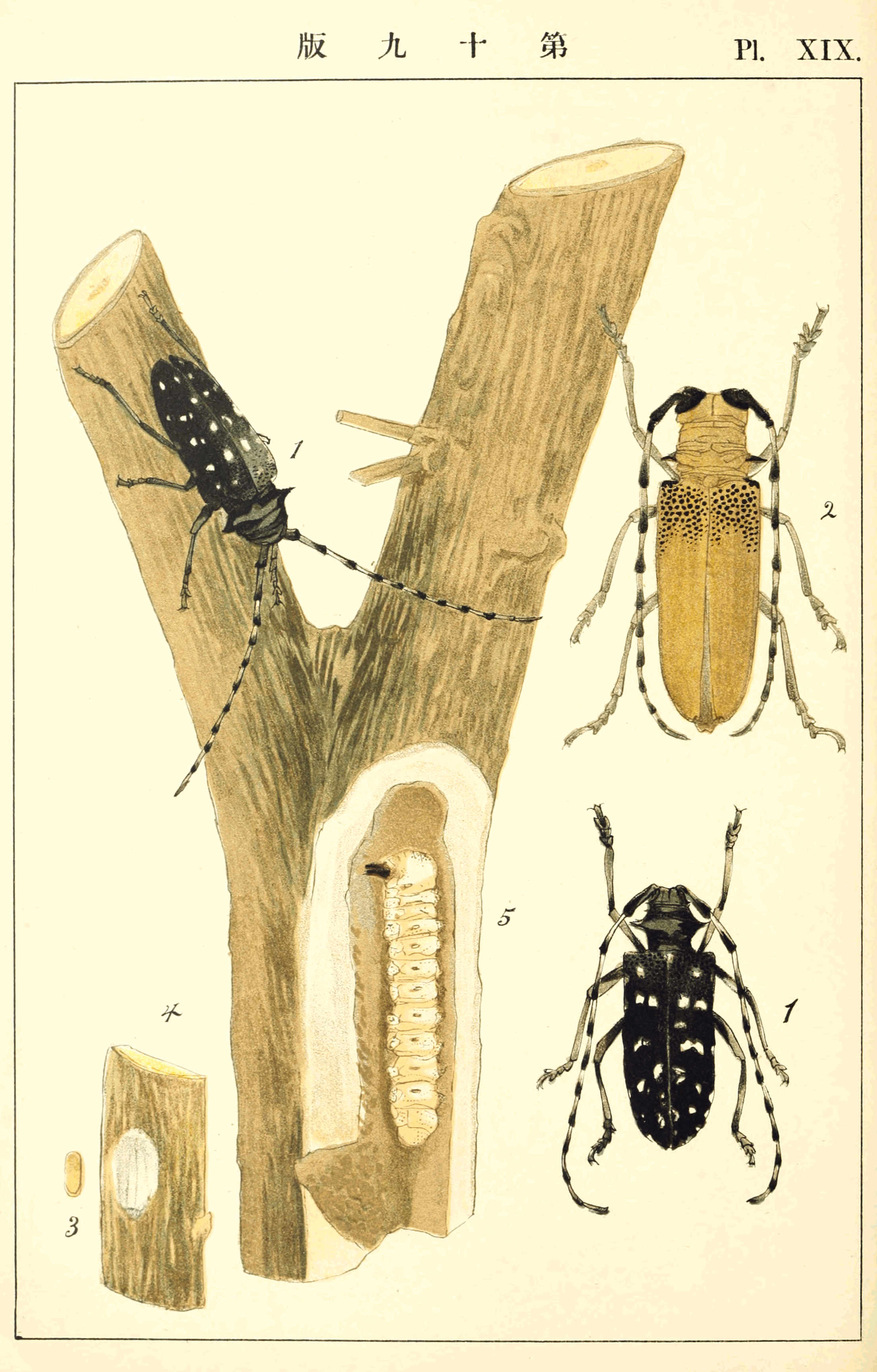

## Dottertaxa tillApriona, i alfabetisk ordning[1]
- Apriona ammiralis
- Apriona aphetor
- Apriona bicolor
- Apriona buruensis
- Apriona chemsaki
- Apriona cinerea
- Apriona cylindrica
- Apriona elsa
- Apriona germarii
- Apriona gressitti
- Apriona grisescens
- Apriona hageni
- Apriona irma
- Apriona japonica
- Apriona krieschei
- Apriona marcusiana
- Apriona multigranula
- Apriona neglecta
- Apriona neglectissima
- Apriona nobuoi
- Apriona novaebritanniae
- Apriona novaeguineae
- Apriona parvigranula
- Apriona pascoei
- Apriona paucigranula
- Apriona punctatissima
- Apriona rheinwartii
- Apriona rixator
- Apriona sublaevis
- Apriona subteruniformis
- Apriona trilineata
- Apriona vagemaculata
- Apriona vivesi
- Apriona yayeyamai